# Oken (kráter)
Oken je kráter o průměru 72 km nacházející se poblíž jihovýchodního okraje přivrácené strany Měsíce v tzv. librační oblasti. Je viditelný ze Země, avšak kvůli své poloze velmi zkresleně. Jeho dno je vyplněno ztuhlou lávou s nízkým albedem (je tmavé). Leží na něm řada kráterových jamek, zejména v jeho severozápadní části.
Na jih a východ od něj se rozkládá Mare Australe (Moře jižní), které zasahuje do odvrácené strany Měsíce
Východně leží i menší impaktní kráter Hamilton, severně kráter Marinus.

## Název
Je pojmenován od roku 1935 podle německého přírodovědce a filosofa Lorenze Okena.

## Satelitní krátery
V okolí se nachází několik dalších kráterů. Ty byly označeny podle zavedených zvyklostí jménem hlavního kráteru a velkým písmenem abecedy.
| Oken | Sel. šířka | Sel. délka | Průměr |
| ---- | ---------- | ---------- | ------ |
| A    | 43.2° J    | 71.3° E    | 36 km  |
| E    | 46.1° J    | 78.9° V    | 12 km  |
| F    | 44.4° J    | 71.5° V    | 21 km  |
| L    | 43.1° J    | 78.2° V    | 10 km  |
| M    | 41.8° J    | 75.4° V    | 7 km   |
| N    | 42.4° J    | 74.5° V    | 40 km  |